# Deantoni Parks
Deantoni Parks, celým jménem Deantoni Dwight Parks, (* 2. listopadu 1977) je americký hudebník, skladatel, producent a pedagog. Dlouhodobě spolupracoval s hudebníkem Johnem Calem (2003–2022) a mnoho let hrál s hudebnicí Meshell Ndegeocello. Rovněž byl členem různých projektů Omara Rodrígueze-Lópeze, včetně skupin The Mars Volta a Bosnian Rainbows. Spolupracoval s řadou dalších hudebníků, mezi které patří například zpěvačka Christina Aguilera, diskžokej Cut Chemist či kytarista Marc Ribot. Byl dlouholetým členem skupiny KUDU a vydal řadu sólových alb.

## Mládí
Narodil se v okresním městě Newnan v americkém státě Georgie Jeně a Dwightu Parksovým. Již ve dvou letech se snažil bubnovat do věcí klacky ze zahrady. Když jeho matka objevila jeho cit pro rytmus, kontaktovala místního učitele Douga Moorea. Ten mu – v jeho čtyřech letech – dal první lekce hry na bicí, a to navzdory tomu, že vyučoval výhradně starší žáky. První soupravu dostal od svého strýce Billyho. První veřejné vystoupení měl již v pěti letech se středoškolskou jazzovou skupinou. Rovněž vyhrál místní talentovou soutěž, vystupoval ve vánočním programu v místním kostele a byl s ním rozhovor v lokální televizi.
V roce 1984 natočil šestiapůlminutový videoklip „Breakin'“, v němž hraje za doprovodu kapely Rhythm City Players. Doma vyrůstal s hudbou, poslouchal gospelové písně i nahrávky kapel jako The Gap Band a Earth, Wind & Fire. Docházel na Newnanskou střední školu. V roce 1996 získal stipendium Mervina G. Morrise. V té době vystupoval s hudebním kolektivem Atlanta Olympic Band. Po dokončení středoškolských studií v roce 1996 získal další stipendia v celkové hodnotě 30 tisíc dolarů. Poté studoval hudbu na Berklee College of Music.

## Kariéra
Po dokončení studií se usadil v Brooklynu, kde v roce 2000 založil společně se zpěvačkou Sylvií Gordon skupinu KUDU. Ke dvojici se později připojil ještě Nicci Kasper a v roce 2001 vydali ve vydavatelství Velour Recordings své první album.
V roce 2003 odehrál turné coby člen doprovodné skupiny velšského hudebníka Johna Calea, se kterým s přestávkami vystupoval mnoho let (poprvé v letech 2003–2004, v následujících letech občasně, a v letech 2014–2022 byl stálým členem jeho kapely). Spolupráci s ním považoval za velmi důležitou a prohlásil, že si myslí že pokud může hrát s ním, může hrát s kýmkoliv. Calea rovněž označoval za svůj největší vzor a jednoho ze svých nejbližších přátel. V roce 2013 s Calem vystupoval v televizním pořadu Late Night with Jimmy Fallon. Dále na něj měli vliv například Erik Satie, Elvin Jones a Klaus Schulze. V roce 2004 odehrál turné s kytaristou Marcem Ribotem. Rovněž byl dlouholetým spolupracovníkem baskytaristky Meshell Ndegeocello. Spolu se skladatelem Scottem Bruzenakem byl aktivní v projektu Astroid Power-Up!, se kterým v roce 2004 vydal album Googleplex.
V roce 2006 byl krátce členem kapely The Mars Volta, ve které v září toho roku nahradil Blaka Fleminga. Již v listopadu skupinu opustil a nahradil jej Thomas Pridgen. Důvodem jeho odchodu byla vytíženost jinými projekty. V roce 2010 se ke skupině vrátil, nahrál s ní album Noctourniquet, ale již roku 2012 ukončila svou činnost. Po jejím rozpadu spolu s jejím frotmanem Omarem Rodríguezem Lópezem založil soubor Bosnian Rainbows. Lópeze rovněž v letech 2010 až 2012 doprovázel při jeho sólových koncertech.
V roce 2012 vydal své první sólové album nazvané Touch But Don't Look. Téhož roku hrál v písni „Outro (Revisited)“ diskžokeje vystupujícího pod pseudonymem Cut Chemist. Rovněž vystupoval ve videoklipu k písni. Rovněž nahrál bicí pro soundtrack k počítačové hře Grand Theft Auto V. Vystupoval také v reklamě na výrobky společnosti Nike. Od roku 2009 působí spolu s klávesistou Nicci Kasperem v projektu We Are Dark Angels. Vydali řadu nahrávek, převážně remixů (například od skupiny Nirvana a mnoha dalších). V roce 2014 spolupracoval s režisérem Brunem Levym v projektu nazvaném World's End. Téhož roku spolupracoval se zpěvákem Keatonem Simonsem na projektu nazvaném Best Revenge. V roce 2015 hrál na bicí v písni „Basquiat Ghostwriter“ rappera Yasiina Beye. Téhož roku vydal své druhé sólové album Technoself. Všechny písně na desce byly nahrány v reálném čase, neobsahují žádné overduby či smyčky. Roku 2016 složil společně s Niccim Kasperem hudbu k filmu Prokletý kšeft režiséra Paula Schradera. Také vydal dvě další alba: Wally a Deanthoven. Druhé z nich obsahuje upravené verze skladeb Ludwiga van Beethovena. Roku 2021 složil hudbu k filmu Ready Mix režisérky Lucy Raven.
V roce 2010 hrál jednoho z členů hudební skupiny ve filmu Mocná síla soucitu. Rovněž se podílel na soundtracku k dokumentárnímu filmu The Radiant Child o výtvarníkovi Jean-Michel Basquiatovi. Během své kariéry spolupracoval s mnoha dalšími umělci, mezi které patří například Juan Alderete, Moby, Alice Smithová nebo Cody Chesnutt. Rovněž se věnoval pedagogické činnosti. Vyučoval například na Stanford Jazz Workshop, Berklee College of Music a newyorské Drummers Collective. Roku 2016 prohlásil, že by rád založil vlastní školu. Škola Technoself School of Philosophy (TSOP) vznikla roku 2020. Na bicí často hraje jen levou rukou, zatímco druhou ovládá klávesové nástroje. Sám k tomu řekl, že jeho levá ruka je rychlejší než obě ruce většiny bubeníků, díky čemuž může v dané písni hrát i další party.
Roku 2015 odehrál společné turné s hudebníkem Bootsem. Následujícího roku pak odehrál několik koncertů s Busdriverem. V roce 2023 vydal společné album se svou přítelkyní Hannou Benn a kytaristou Leo Abrahamsem nazvané All the Noise! V roce 2023 hostoval v písni „Disintegration“ projektu Venera kytaristy Jamese „Munky“ Shaffera.

## Diskografie
- Touch But Don't Look (2012)
- Technoself (2015)
- Wally (2016)
- Deanthoven (EP; 2016)
- ELEVENELEVEN (EP; 2017)
- Homo Deus (2018)
- Augusta (2019)
- Westwave (2019)
- Silver Cord (2020)
- Live at Clouds Hill (2020)
- Lightlike (2020)
- A Self (EP; 2021)
- Atlantasia (2022)
- Westwave 2 (2022)